# 3e Karpatische Infanteriedivisie

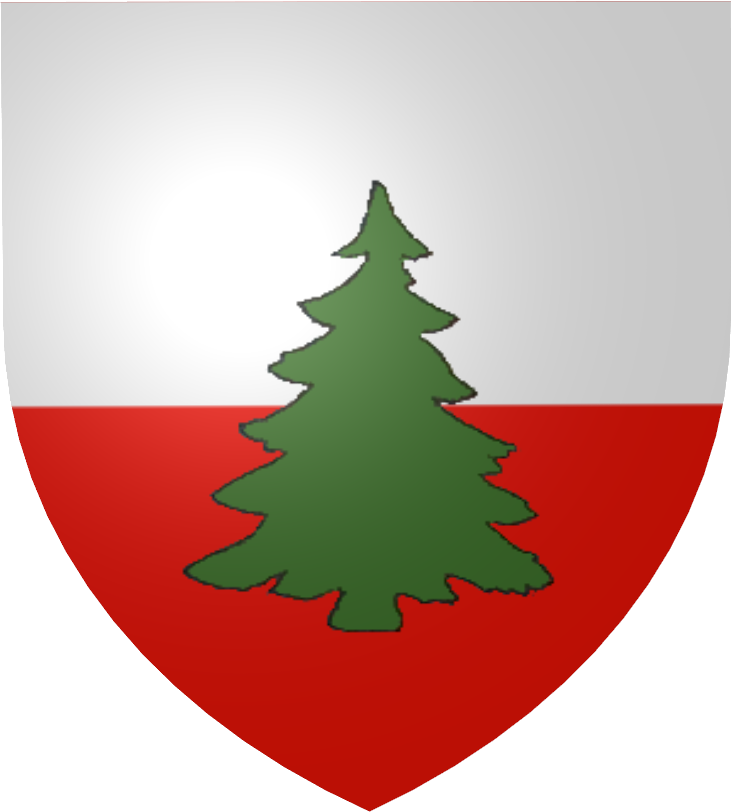
Insigne van het Poolse 3e Karpatische Infanteriedivisie

De 3e Poolse Karpatische Infanteriedivisie (Pools: 3 Dywizja Strzelców Karpackich) was een Poolse eenheid die vocht tijdens de Tweede Wereldoorlog aan het Italiaanse front. Het stond ook bekend als de Kerstboomdivisie vanwege het kenmerkende embleem. Het werd in 1942 gevormd uit de Poolse Onafhankelijke Karpatenbrigade en eenheden van het 2e Poolse Korps van generaal Władysław Anders die gevlucht waren uit de Sovjet-Unie.
De divisie vocht als onderdeel van de Britse Achtste Leger in de Noord-Afrikaanse Veldtocht en de Italiaanse Veldtocht (1941-1945). Veldslagen waaraan de divisie deelnam waren onder de Slag om Monte Cassino, de verovering van de steden Ancona en Bologna. De eenheid werd na de oorlog ontbonden, maar de meeste soldaten keerde niet terug naar de Volksrepubliek Polen. Ze werden gehuisvest in Hodgemoor Camp in Hodgemoor Woods, Chalfont St Giles in Buckinghamshire.

## Bevelhebbers
- Stanisław Kopański (1943)
- Bronisław Duch (1944-1945)